# Sarah Darwin

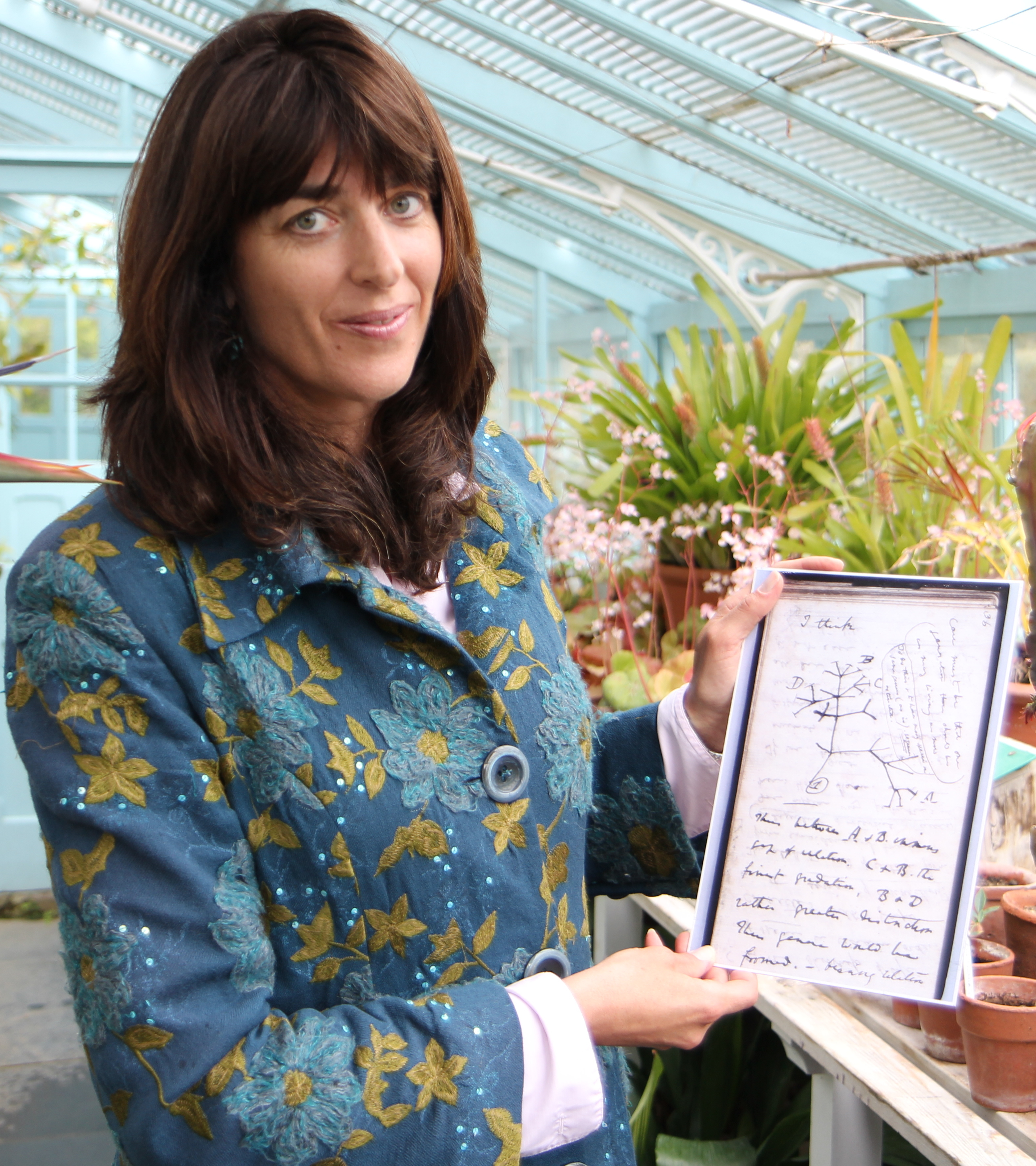
Sarah Darwin (2012)

Sarah Catherine Darwin Vogel (* 1. April 1964 in London als Sarah Darwin) ist eine britische Botanikerin.

## Leben
Sarah Darwin ist eine Ur-Ur-Enkelin von Charles Darwin. Ihre Dissertation über die Systematik und Genetik von Tomaten auf den Galapagos-Inseln reichte sie 2009 bei Sandra Knapp, James Mallet und Ziheng Yang beim University College London ein.
Sie ist Vizepräsidentin des Galápagos Conservation Trust. Zusammen mit Iris Peralta hat sie die endemische Art Solanum galapagense erstbeschrieben.
Sie ist mit Johannes Vogel verheiratet, mit dem sie zwei Söhne hat.
Im Jahr 2009 war sie Teilnehmerin der von dem niederländischen Fernsehsender VPRO initiierten Forschungsreise des Segelschiffs Stad Amsterdam, das die Reise Charles Darwins mit der Beagle nachstellen sollte. An Bord wurden von verschiedenen Wissenschaftlern Experimente durchgeführt, über die in 35 Episoden bis zum 30. Mai 2010 und in Blogbeiträgen berichtet wurde.